# Leonardo De Lorenzo
Leonardo De Lorenzo (Viggiano, Basilicata, 29 d'agost de 1875 - Santa Barbara, Califòrnia, 29 de juliol de 1962) va ser un compositor italià, que va treballar principalment als Estats Units.

## Biografia
A l'edat de 8 anys va començar a tocar la flauta i va assistir al Conservatori de Música "San Pietro a Majella" de Nàpols. De Lorenzo va ser primer flautista de la New York Philharmonic Orchestra, dirigida per Gustav Mahler, i flautista de les orquestres de Minneapolis, Los Angeles i Rochester.
El 1914, durant la seva col·laboració amb la Minneapolis Symphony Orchestra, va trobar amb Maude Peterson, una pianista que sovint el va acompanyar i es va convertir en la seva esposa.
A partir de 1923 fins al 1935, va ser professor de flauta al "Eastman School of Music" de Rochester i, després del seu retir, es va dedicar a la composició i redacció de publicacions teòriques. Tot el seu material de recerca va ser donat a la Universitat del Sud de Califòrnia, el 25 d'octubre de 1953.
El Concurs Internacional de Flauta "Leonardo De Lorenzo", que té lloc cada dos anys a Viggiano, està dedicat a ell.

## Composicions musicals
- Appassionato, per a flauta, op. 5
- Giovialità, per a flauta and piano, op. 15
- Saltarello, per a flauta, op. 27
- Carnevale di Venezia, per a flauta
- Nove grandi studi
- I tre virtuosi, per a tres flautes, op. 31
- I seguaci di Pan, per a quatre flautes, op. 32
- Non plus ultra, per a flauta, op. 34
- Pizzica-Pizzica, per a flauta, op. 37
- Suite mitologica, per a flauta, op. 38
- Idillio, per a flauta i piano, op. 67
- Improvviso, per a flauta i piano, op. 72
- Sinfonietta (Divertimento Flautistico), per a cinc flautes, op. 75
- Trio Eccentrico, per a flauta, Clarinet i fagot, op. 76
- Trio Romantico, per a flauta, oboè i clarinet, op. 78
- I quattro virtuosi (Divertimento fantastico), per a flauta, oboè, clarinet i fagot, op. 80
- Capriccio, per a quatre flautes, op. 82

## Obres didàctiques
- L'Indispensabile. A complete modern school for the flute (1912)
- My complete story of the flute (1951)